# Moda (estatística)
Moda é uma das medidas de altura de um conjunto de dados, assim como a média e a mediana. Ela pode ser definida em moda amostral e populacional.
Em relação à primeira delas, a moda amostral de um conjunto de dados trata do valor que ocorre com maior frequência ou o valor mais comum em um conjunto de dados. Moda é especialmente útil quando os valores ou as observações não são numéricos, casos em que a média e a mediana não podem ser definidas. Por exemplo, a moda da amostra {maçã, banana, laranja, laranja, laranja, pêssego} é laranja. Moda amostral não é necessariamente única como média ou mediana. Amostras que possuem uma moda são chamadas unimodais. Por exemplo, a amostra {1, 2, 3, 5, 5, 6, 7} tem moda 5. Amostras que possuem duas modas são chamadas bimodais. Por exemplo, a amostra {1, 2, 3, 5, 5, 6, 6} tem modas 5 e 6. Amostras que possuem várias modas são chamadas multimodais. Por exemplo, a amostra {1, 2, 3, 5, 5, 6, 6, 7, 7} tem modas 5, 6 e 7. Amostras que não possuem moda são chamadas amodais. Por exemplo, a amostra {1, 3, 2, 5, 7, 6} não tem moda.
Já a moda populacional de uma distribuição de probabilidade discreta é o valor {\displaystyle x}, em que a função massa de probabilidade atinge o valor máximo. Em outras palavras, é o valor que é mais provável de ser amostrado. Moda populacional de uma distribuição de probabilidade contínua é o valor {\displaystyle x}, em que a função densidade de probabilidade atinge o valor máximo. Em outras palavras, é o valor que está no pico. Moda populacional também não é necessariamente única, uma vez que a função massa de probabilidade ou a função densidade de probabilidade podem ter o mesmo valor máximo em vários pontos {\displaystyle x_{1},x_{2}\dots }. O caso extremo ocorre nas distribuições uniformes, em que  todos os valores ocorrem com igual frequência.
De acordo com a definição acima, máximos globais são modas. Quando uma função densidade de probabilidade tem vários máximos locais, é comum referir-se a todos os máximos locais como modos de distribuição. Tal distribuição contínua é chamada multimodal (em oposição a unimodal).  Em distribuições unimodais simétricas como a distribuição normal ou distribuição gaussiana (distribuição cuja função densidade de probabilidade forma a curva em forma de sino quando representada graficamente), a média, a mediana e a moda coincidem. Em amostras extraídas de distribuições simétricas, a média pode ser a estimativa da moda populacional. É importante lembrar que o valor expresso como maioria em um conjunto de dados não necessariamente representa o valor da moda estatística.

## História de como surgiu a palavra moda na matemática
O termo "moda" tem origem em 1895 com Karl Pearson, influenciado pela expressão "estar na moda" usada para objetos muito utilizados pela sociedade como um modelo de carro, uma peça de roupa, um tipo de celular, entre outros utensílios que deem ideia de frequência. Se no cotidiano moda significa muito usado, em estatística moda significa o valor mais frequente em um conjunto de dados.
De acordo com W. Allen Wallis e Harry V. Roberts, no livro Curso de Estatística, há uma referência antiga ao conceito no cerco dos plateus e dos atenienses pelos peloponésios e pelos beócios. No inverno de 428 a.C., os plateus e os atenienses sitiados pelos peloponésios e pelos beócios construíram escadas para escapar pelas muralhas inimigas. Para construir escadas da altura das muralhas inimigas, muitos plateus e atenienses contaram as camadas de tijolos. Mesmo que houvesse erros, a maioria dos sitiados haveria de ter acertado as contagens. Isto é, o grande número de contagens haveria de ser confiável.

## Moda amostral

Ilustração do cálculo da moda de uma população. Para a população {1, 7, 4, 6, 5, 5, 3, 5}, a moda é 5.

Ilustração do comportamento das medidas de tendência central em uma distribuição simétrica (por exemplo, uma distribuição normal) quando alterada a dispersão dos dados. A curva vermelha descreve a densidade de probabilidade no espaço amostral e a linha azul representa a localização da média, da mediana e da moda do conjunto de dados.

Ilustração do comportamento das medidas de tendência central em uma distribuição assimétrica negativa quando alterada a dispersão dos dados. A curva vermelha descreve a densidade de probabilidade no espaço amostral, a linha azul (à esquerda) representa a média, a linha amarela (ao meio) representa a mediana e a linha verde (à direita) representa a moda do conjunto de dados.

Ilustração do comportamento das medidas de tendência central em uma distribuição assimétrica positiva (por exemplo, uma distribuição qui-quadrado) quando alterada a dispersão dos dados. A curva vermelha descreve a densidade de probabilidade dos dados no espaço amostral, a linha azul (à direita) representa a média, a linha amarela (ao meio) representa a mediana e a linha verde (à esquerda) representa a moda do conjunto de dado.

Ilustração do comportamento das medidas de tendência central em uma distribuição bimodal, formada por outras duas distribuições com seus respectivos parâmetros, que transita entre distribuição assimétrica positiva, distribuição assimétrica negativa e distribuição simétrica conforme as dispersões dos dados no espaço amostral são alteradas. A curva vermelha descreve a densidade de probabilidade dos dados no espaço amostral, a linha azul representa a média, a linha amarela representa a mediana e a linha verde representa a moda do conjunto de dados.

Uma amostra pode ser unimodal (uma moda), bimodal (duas modas), multimodal (várias modas) e amodal (nenhuma moda). Determinadas distribuições patológicas como a distribuição de Cantor não apresentam moda definida. Em uma votação em que a quantidade de votos determina a vitória, um resultado unimodal determina o vencedor enquanto que um valor multimodal exige o desempate. A amostra é chamada homogênea quando possui apenas uma moda e heterogênea quando possui mais de uma moda.
Em estatística, moda como média e mediana é uma medida de posição, de localização ou de tendência central que mostra a frequência dos dados. Geralmente ordena-se os elementos de um conjunto de dados e conclui-se que a moda é o elemento com maior repetição. 
Moda em conjunto de dados com elementos repetidos é o valor que ocorre com maior frequência ou o valor mais comum em um conjunto de dados.
Sejam os conjuntos {\displaystyle S_{i}} com {\displaystyle i=1,2,3}.
Para {\displaystyle S_{1}=\{1,1,1,1,1,1,1\}}, a moda é {\displaystyle 1}.
Para {\displaystyle S_{2}=\{1,1,2,2,3,4\}}, as modas são {\displaystyle 1} e {\displaystyle 2}.
Para {\displaystyle S_{3}=\{1,1,2,2,3,3,4,4\}}, as modas são {\displaystyle 1,2,3} e {\displaystyle 4}.
Moda é útil quando um ou dois valores ocorrem com maior frequência em um conjunto de dados. Entretanto, a moda nada acrescenta em termos de descrição dos dados quando todos ou quase todos os valores ocorrem aproximadamente com a mesma frequência. (p.23) Se nenhum valor ocorre com maior frequência em um conjunto de dados, então todos os valores que ocorrem com a maior frequência são chamados valores modais. (p.22)
Sejam os conjuntos {\displaystyle S'_{i}} com {\displaystyle i=1,2.}
Para {\displaystyle S'_{1}=\{1,2,3,4,5,6,7\}}, não há moda.
Para {\displaystyle S'_{2}=\{1,2,3,4,5,6,...\}}, não há moda.

### Comparação entre média, mediana e moda
| Medida           | Descrição                                                                 | Exemplo                                    | Resultado | Principal característica                                                  | Principal limitação                            |
| ---------------- | ------------------------------------------------------------------------- | ------------------------------------------ | --------- | ------------------------------------------------------------------------- | ---------------------------------------------- |
| Média aritmética | Soma dos valores dividido pelo número de valores de um conjunto de dados. | {\displaystyle {\frac {1+2+2+3+4+7+9}{7}}} | 4         | Reflete cada valor da amostra.                                            | É influenciada por valores extremos.           |
| Mediana          | Valor que separa a metade maior e a metade menor de um conjunto de dados. | 1, 2, 2, 3, 4, 7, 9                        | 3         | É menos sensível aos valores extremamente altos ou baixos de uma amostra. | É difícil de determinar para grandes amostras. |
| Moda             | Valor que ocorre com maior frequência em um conjunto de dados.            | 1, 2, 2, 3, 4, 7, 9                        | 2         | Representa o valor típico ou o valor com maior frequência em um ponto.    | Não existe para certos conjuntos de dados.     |

### Utilizações
Diferente da média e da mediana, a moda é aplicada aos dados nominais. Isto é, quando não há valores numéricos. Por exemplo, qual a nota modal de um determinado grupo de estudantes em uma determinada disciplina?
| Notas | Número de estudantes |
| A     | 3                    |
| B     | 15                   |
| C     | 10                   |
| D     | 9                    |
| E     | 8                    |

A nota modal é B, porque é a nota com maior frequência na amostra.

### Propriedades
- Se a variável aleatória ou se cada valor da amostra for submetido a uma transformação linear que substitua {\displaystyle X} por {\displaystyle aX+b}, a média, a mediana e a moda mudam também:                                                                                        {\displaystyle {\begin{array}{l}media(aX+b)=a\cdot media(X)+b,\\mediana(aX+b)=a\cdot mediana(X)+b,\\moda(aX+b)=a\cdot moda(X)+b.\end{array}}}
- Entretanto, se houver uma transformação monótona arbitrária em geral a moda muda de acordo com a transformação. Por exemplo, se {\displaystyle X} for substituído por {\displaystyle exp(X)}, a moda muda de {\displaystyle m} para {\displaystyle exp(m)} e a média não muda da mesma maneira.
- Com exceção de pequenas amostras, a moda não é sensível a valores discrepantes (outliers) como leituras experimentais falsas, ocasionais ou raras. Enquanto a média é muito sensível, a mediana é bastante robusta na presença de valores atípicos. [21]

### Intervalo de confiança
Embora comum, é falsa a crença que não é possível obter uma informação sobre variabilidade da população a partir de uma única observação {\displaystyle x}  e que um intervalo de confiança de comprimento finito para média e / ou variância não são possíveis.
É possível para uma distribuição unimodal desconhecida estimar o intervalo de confiança para a moda com uma amostra de tamanho 1. Isso foi mostrado primeiramente por Abbot and Rosenblatt e ampliado por Blachman e Machol. O intervalo de confiança pode ser sharpened se a distribuição pode ser assumida como sendo simétrica. É ainda possível sharpen o intervalo se a distribuição é normalmente distribuída.
Seja o intervalo de confiança {\displaystyle 1-\alpha }. Então, os intervalos de confiança para as variáveis gerais, simétricas e normalmente distribuídas respectivamente são {\displaystyle X\pm ({\frac {2}{\alpha }}-1)|X-\theta |}, {\displaystyle X\pm ({\frac {1}{\alpha }}-1)|X-\theta |} e {\displaystyle X\pm ({\frac {0,484}{\alpha }}-1)|X-\theta |}, em que {\displaystyle X} é a variável aleatória, {\displaystyle \theta } é a moda e {\displaystyle |\cdot |} é o valor absoluto.
Essas estimativas são conservadoras. Os intervalos de confiança para a moda no nível de 90% dada por esses estimadores são
{\displaystyle X\pm 19|X-\theta |} , {\displaystyle X\pm 9|X-\theta |} e {\displaystyle X\pm 5,84|X-\theta |}, para as variáveis gerais, simétricas e normalmente distribuídas, respectivamente.
O intervalo de confiança de 95% para uma variável normalmente distribuída  é dado por {\displaystyle X\pm 10,7|X-\theta |}, lembrando que média e a moda coincidem se as variáveis são normalmente distribuídas.
O limite de 95% para uma variável normalmente distribuída tem sido melhorado e é conhecido como {\displaystyle X\pm 9,68|X-\theta |}. O limite para um intervalo de confiança de 99% é {\displaystyle X\pm 48,39|X-\theta |}.
De acordo com Machol, dada uma densidade simétrica conhecida sobre 0 e dado um valor da amostra único {\displaystyle (x)}, os intervalos de confiança de 90% da média da população são: {\displaystyle x\pm 5|x-\nu |}, em que {\displaystyle \nu } é a mediana da população.
Se a forma precisa da distribuição não for conhecida, mas for simétrica sobre 0, então {\displaystyle P(X-k|X-a|\leq \mu \leq X+k|X-a|)\geq 1-{\frac {1}{1+k}}}, em que {\displaystyle X} é a variável, {\displaystyle \mu } é a média da população e {\displaystyle a} e {\displaystyle k} são números reais arbitrários.
Também é possível estimar o intervalo de confiança para o desvio padrão a partir de uma única observação se a distribuição é simétrica em 0. Para uma distribuição normal com uma variância desconhecida um ponto de dado único {\displaystyle (x)}, os intervalos de confiança de 90%, 95% e 99% para o desvio padrão são {\displaystyle [0,8|X|]}, {\displaystyle [0,17|X|]} e {\displaystyle [0,70|X|]}. Esses intervalos podem ser reduzidos se a média for conhecida por ser limitada por um múltiplo do desvio padrão.
Se a distribuição for conhecida por ser normal, então é possível estimar o intervalo de confiança para a média e a variância a partir de um valor simples. Os intervalos de confiança de 90% são {\displaystyle X-23,3|X|\leq \mu \leq X+23,3|X|}  e   {\displaystyle \sigma \leq 10|X|}.
Os intervalos de confiança podem ser estimados para qualquer intervalo escolhido. Esse método não é limitado para distribuições normais, mas pode ser usado para qualquer distribuição conhecida.

### Estimadores da moda para dados agrupados
Quando não há acesso aos dados originais mas apenas uma tabela que agrupa os dados em classes de uma variável quantitativa existem vários procedimentos para o cálculo da moda. Os três cálculos de moda mais conhecidos são a moda bruta, a moda de King e a moda de Czuber.

#### Moda bruta
Moda bruta é o ponto médio da classe de maior frequência. Seja o conjunto {\displaystyle C} das alturas de um determinado grupo de pessoas.
| Altura (cm) | Número de pessoas (frequência) |
| ----------- | ------------------------------ |
| 161 – 170   | 6                              |
| 171 – 180   | 10                             |
| 181 – 190   | 3                              |

No conjunto {\displaystyle C} , as alturas são as classes. A classe modal é o intervalo entre 171 e 180, com frequência 10.
Então, a moda será definida por {\displaystyle Mo={\frac {l^{*}+L^{*}}{2}}}, em que {\displaystyle Mo} é a moda, {\displaystyle l^{*}} é o limite inferior da classe modal e {\displaystyle L^{*}} é o limite superior da classe modal.
Portanto, a moda será {\displaystyle {\frac {171+180}{2}}=175,5}.

#### Moda de King
Moda de King considera as classes adjacentes à classe modal. Seja o mesmo conjunto {\displaystyle C} das alturas do mesmo grupo de pessoas. A amplitude da classe modal é 9, pois a diferença entre 171 e 180 é 9 (assim como ocorre com os intervalos entre 161 e 170 e entre 181 e 190). As classes adjacentes à classe modal são o intervalo entre 161 e 170, com frequência 6, e o intervalo entre 181 e 190, com frequência 3. 
Então, a moda será definida por {\displaystyle Mo_{King}=l^{*}+{\Bigg [}c\times {\Bigg (}{\frac {F_{post}}{F_{ant}+F_{post}}}{\Bigg )}{\Bigg ]}}, em que {\displaystyle l^{*}} é o limite inferior da classe modal, {\displaystyle c} é a amplitude da classe modal, {\displaystyle F_{post}} é a frequência de classe posterior a classe modal e {\displaystyle F_{ant}} é a frequência de classe anterior a classe modal.
Portanto, a moda será {\displaystyle Mo_{King}=171+{\Bigg [}9\times {\Bigg (}{\frac {3}{6+3}}{\Bigg )}{\Bigg ]}=171+3=174}.

#### Moda de Czuber
Moda de Czuber considera as classes adjacentes à classe modal e a própria classe modal. Seja o mesmo conjunto {\displaystyle C} das alturas do mesmo grupo de pessoas.
Então, a moda será definida por{\displaystyle Mo_{Czuber}=l^{*}+{\Bigg [}c\times {\Bigg (}{\frac {F_{modal}-F_{ant}}{2\times F_{modal}-F_{ant}-F_{post}}}{\Bigg )}{\Bigg ]}}, em que {\displaystyle l^{*}} é o limite inferior da classe modal, {\displaystyle c} é a amplitude da classe modal, {\displaystyle F_{post}} é a frequência da classe posterior a classe modal, {\displaystyle F_{ant}} é a frequência da classe anterior a classe modal e {\displaystyle F_{modal}} é a frequência da classe modal.
Portanto, a moda será{\displaystyle Mo_{Czuber}=171+{\Bigg [}9\times {\Bigg (}{\frac {10-6}{2\times 10-6-3}}{\Bigg )}{\Bigg ]}\cong 171+3,3\cong 174,3}.

## Moda populacional

### Distribuições unimodais
A diferença entre a média e a moda da distribuição contínua unimodal é limitada pelo desvio padrão multiplicado pela raiz quadrada de três. Em termos matemáticos,{\displaystyle {\frac {|{\text{média}}-{\text{moda}}|}{\text{desvio padrão}}}\leq {\sqrt {3}}}, em que {\displaystyle |\cdot |} é o valor absoluto. Inclusive, a fórmula também é a regra de Pearson ou o primeiro coeficiente de assimetria.
A diferença entre a moda e a mediana tem o mesmo limite. Em termos matemáticos,{\displaystyle {\frac {|{\text{mediana}}-{\text{moda}}|}{\text{desvio padrão}}}\leq {\sqrt {3}}}.
Para uma distribuição unimodal, a mediana e a média estão dentro dos  {\displaystyle {\sqrt {3/5}}\approx 0,7746} desvios-padrão de cada um. Em termos matemáticos,{\displaystyle {\frac {\left|{\text{mediana}}-{\text{média}}\right|}{\text{desvio padrão}}}\leq {\sqrt {\frac {3}{5}}}}.
Existe uma relação similar para a mediana e a moda, que estão dentro dos {\displaystyle {\sqrt {3}}\approx 1,732} desvios-padrão  de cada um. Em termos matemáticos,{\displaystyle {\frac {\left|{\text{mediana}}-\mathrm {moda} \right|}{\text{desvio padrão}}}\leq {\sqrt {3}}}.

### Distribuições distorcidas

Comparação da moda (em vermelho), da mediana (em verde) e da média (em azul) de duas distribuições log–normal com assimetrias diferentes.

Assim como a média e a mediana, a moda expressa em um único número uma informação importante sobre uma variável aleatória ou uma população. O valor numérico da moda coincide com o valor numérico da média e da mediana em distribuições simétricas unimodais como distribuições normais (se a média, a mediana e a moda forem extraídas de uma distribuição simétrica, a média da amostra pode ser usada como estimativa da moda da população). O valor numérico da moda difere do valor número da média e da mediana em distribuições muito distorcidas.
Um exemplo de uma distribuição distorcida é a renda pessoal. Enquanto muitas pessoas são muito pobres, poucas pessoas são muito ricas (dentre elas, muitas são extremamente ricas).
Uma classe de distribuições que pode ser arbitrariamente distorcida é dada pela distribuição log-normal. Ela é obtida pela transformação da variável aleatória {\displaystyle X} com distribuição normal pela variável aleatória {\displaystyle Y=e^{X}}. Então, o logaritmo da variável aleatória {\displaystyle Y} é normalmente distribuído. Se a média {\displaystyle \mu } de {\displaystyle X} for 0, a mediana de {\displaystyle Y} será 1 independente do desvio padrão {\displaystyle \theta } de {\displaystyle X}. Como {\displaystyle X} tem distribuição simétrica, a mediana será sempre 0. Como a transformação de {\displaystyle X} para {\displaystyle Y} é monótona, a mediana {\displaystyle e^{0}=1} para {\displaystyle Y}.
Quando {\displaystyle X} tem desvio padrão {\displaystyle \theta =0,25}, a distribuição {\displaystyle Y} é fracamente distorcida. Usando as fórmulas para a distribuição log-normal, é possível encontrar:
{\displaystyle {\begin{array}{rlll}{\text{média}}&=e^{\mu +{\frac {\sigma ^{2}}{2}}}&=e^{0+{\frac {0,25^{2}}{2}}}&\approx 1,032\\{\text{moda}}&=e^{\mu -\sigma ^{2}}&=e^{0-0,25^{2}}&\approx 0,939\\{\text{mediana}}&=e^{\mu }&=e^{0}&=1\end{array}}}
Isto é, a mediana é cerca de um terço da distância entre a média e a moda.
Quando {\displaystyle X} tem desvio padrão {\displaystyle \theta =1}, a distribuição {\displaystyle Y} é fortemente distorcida. Usando as fórmulas para a distribuição log-normal, é possível encontrar:
{\displaystyle {\begin{array}{rlll}{\text{média}}&=e^{\mu +{\frac {\sigma ^{2}}{2}}}&=e^{0+{\frac {1^{2}}{2}}}&\approx 1,649\\{\text{moda}}&=e^{\mu -\sigma ^{2}}&=e^{0-1^{2}}&\approx 0,368\\{\text{mediana}}&=e^{\mu }&=e^{0}&=1\end{array}}}
Isto é, a regra de Pearson não é válida.

### Condição de Van Zwet
Derivada de Van Zwet é uma desigualdade que fornece condições suficientes para assegurar a desigualdade {\displaystyle {\text{moda}}\leq {\text{mediana}}\leq {\text{média}}}.  Tem-se que {\displaystyle F({\text{mediana}}-x)+F({\text{mediana}}+x)\geq 1} para todos os {\displaystyle x}, em que {\displaystyle F} é a função de distribuição cumulativa da distribuição.

## Informática
Densidade Kernel. Moda também pode ser calculada por meio da estimativa de densidade Kernel, que ofusca amostras pontuais para produzir uma estimativa contínua de uma função densidade de probabilidade que pode fornecer uma estimativa da moda.
Algoritmo em MATLAB. O exemplo seguinte de código MATLAB ou Octave computa a moda de uma amostra usando derivadas discretas. 
```
X
 
=
 
sort
(
x
);

indices
   
=
  
find
(
diff
([
X
;
 
realmax
])
 
>
 
0
);
 
% os índices em que valores repetidos mudança

[
modeL
,
i
]
 
=
  
max
 
(
diff
([
0
;
 
indices
]));
     
% maior comprimento persistência de valores repetidos

mode
      
=
  
X
(
indices
(
i
));

```

O algoritmo coloca a amostra em ordem crescente e calcula a derivada discreta da amostra em ordem crescente. Depois ele procura os índices nos quais a derivada é positiva. Em seguira, ele calcula a derivada discreta deste conjunto de índices, e, finalmente, avalia a amostra classificada no ponto em que ocorre esse máximo, o que corresponde ao último membro do estiramento dos valores repetidos.
Algoritmo em Pascal. Em informática, é possível criar um software que descubra a moda de uma lista de valores em um algoritmo (Pascal):
```
PROGRAM
 
calcular_moda
;

CONST

    
n
 
=
 
20
;

VAR

    
moda
 
:
 
array
 
[
1
..
n
]
 
of
 
real
;

    
c
 
:
 
array
 
[
1
..
n
]
 
of
 
integer
;

    
i
,
 
j
,
 
m
,
 
cont
,
 
a
 
:
 
integer
;

BEGIN

    
cont
 
:=
 
0
;

    
WRITE
(
'Quantos números possui a lista'
)
;

    
READLN
(
a
)
;

    
FOR
 
i
 
:=
 
1
 
TO
 
a
 
DO

        
BEGIN

            
WRITE
(
'N'
,
 
i
,
 
' = '
)
;

            
READLN
(
moda
[
i
])
;

            
c
[
i
]
 
:=
 
0
;

        
END
;

    
FOR
 
i
 
:=
 
1
 
TO
 
a
 
DO

         
BEGIN

              
FOR
 
j
 
:=
 
1
 
TO
 
a
 
DO

                  
BEGIN

                       
IF
((
moda
[
i
]
 
=
 
moda
[
j
])
 
AND
 
(
i
 
<>
 
j
))
THEN

                                   
c
[
i
]
 
:=
 
c
[
i
]
 
+
 
1
;

                       
IF
((
c
[
i
]
 
=
 
c
[
j
])
 
AND
 
(
i
 
<>
 
j
)
 
AND
 
(
moda
[
i
]
 
=
 
moda
[
j
]))
THEN

                                
c
[
i
]
 
:=
 
0
;

                  
END
;

         
END
;

     
FOR
 
i
 
:=
 
1
 
TO
 
a
 
DO

         
BEGIN

              
IF
(
c
[
i
]
 
=
 
0
)
THEN

                         
moda
[
i
]
 
:=
 
0
;

         
END
;

     
FOR
 
i
 
:=
 
1
 
TO
 
a
 
DO

         
BEGIN

              
IF
(
moda
[
i
]
 
<>
 
0
)
THEN

                    
cont
 
:=
 
cont
 
+
 
1
;

         
END
;

         
FOR
 
m
 
:=
 
1
 
TO
 
(
cont
 
DIV
 
2
)
 
DO

         
BEGIN

              
FOR
 
i
 
:=
 
1
 
TO
 
a
 
DO

                  
BEGIN

                       
FOR
 
j
 
:=
 
1
 
TO
 
a
 
DO

                           
BEGIN

                                
IF
((
moda
[
i
]
 
=
 
moda
[
j
])
 
AND
 
(
i
 
<>
 
j
))
THEN

                                            
c
[
i
]
 
:=
 
c
[
i
]
 
+
 
1
;

                                
IF
((
c
[
i
]
 
=
 
c
[
j
])
 
AND
 
(
i
 
<>
 
j
)
 
AND
 
(
moda
[
i
]
 
=
 
moda
[
j
]))
THEN

                                         
c
[
i
]
 
:=
 
0
;

                           
END
;

                                
IF
(
c
[
i
]
 
=
 
0
)
THEN

                                        
moda
[
i
]
 
:=
 
0
;

                  
END
;

         
END
;

     
FOR
 
i
 
:=
 
1
 
TO
 
a
 
DO

         
BEGIN

              
IF
(
moda
[
i
]
 
<>
 
0
)
THEN

                         
WRITELN
(
'Moda = '
,
 
moda
[
i
])
;

         
END
;

    
READLN
;

END
.

```

O mesmo código em C
```
#include
 
<stdio.h>

#include
 
<conio.h>

#define n 20

int
 
main
(){

	
float
 
moda
[
n
];

	
int
 
c
 
[
n
];

	
int
 
i
,
 
j
,
 
m
,
 
cont
,
 
a
;

	

	
cont
 
=
 
0
;

	
printf
(
"Quantos números possui a lista "
);

	
scanf
(
"%d"
,
&
a
);

	
for
 
(
i
 
=
 
1
;
 
i
 
<=
 
a
;
 
i
++
)

	
{

		
printf
(
"N %d = "
,
 
i
);

		
scanf
(
"%f"
,
&
moda
[
i
]);

		
c
[
i
]
 
=
 
0
;

	
}

	
for
(
i
=
1
;
i
<=
a
;
i
++
)

	
{

		
for
(
j
=
1
;
j
<=
a
;
j
++
)

		
{

			
if
((
moda
[
i
]
 
==
 
moda
[
j
])
 
&&
 
(
i
 
!=
 
j
))

				
c
[
i
]
 
=
 
c
[
i
]
 
+
 
1
;

			
if
((
c
[
i
]
 
==
 
c
[
j
])
 
&&
 
(
i
 
!=
 
j
)
 
&&
 
(
moda
[
i
]
 
==
 
moda
[
j
]))

				
c
[
i
]
 
=
 
0
;

		
}

	
}

	
for
(
i
=
1
;
i
<=
a
;
i
++
)

	
{

		
if
(
c
[
i
]
 
==
 
0
)

			
moda
[
i
]
 
=
 
0
;

	
}

	
for
(
i
=
1
;
i
<=
a
;
i
++
)

	
{

		
if
(
moda
[
i
]
 
!=
 
0
)

			
cont
 
=
 
cont
 
+
 
1
;

	
}

	
for
 
(
m
 
=
 
1
;
 
m
 
<=
 
((
int
)
cont
 
/
 
2
);
m
++
)

	
{

		
for
(
i
=
1
;
i
<=
a
;
i
++
)

		
{

			
for
(
j
=
1
;
j
<=
a
;
j
++
)

			
{

				
if
((
moda
[
i
]
 
==
 
moda
[
j
])
 
&&
 
(
i
 
!=
 
j
))

					
c
[
i
]
 
=
 
c
[
i
]
 
+
 
1
;

				
if
((
c
[
i
]
 
==
 
c
[
j
])
 
&&
 
(
i
 
!=
 
j
)
 
&&
 
(
moda
[
i
]
 
==
 
moda
[
j
]))

					
c
[
i
]
 
=
 
0
;

			
}

			
if
(
c
[
i
]
 
==
 
0
)

				
moda
[
i
]
 
=
 
0
;

		
}

	
}

	
for
(
i
=
1
;
i
<=
a
;
i
++
)

	
{

		
if
(
moda
[
i
]
 
!=
 
0
)

			
printf
(
"Moda = %g"
,
 
moda
[
i
]);

	
}

	
getch
();

	
return
 
0
;

}

```

Algoritmo em Python. Em Python, é possível utilizar:
```
lista
 
=
 
input
(
'N = '
)

print
 
"Moda = "
,

print
 
max
(
set
(
lista
),
key
=
lista
.
count
)

```